# The Haunting (serie de televisión)
The Haunting (en español, La maldición) es una serie de televisión web estadounidense de antología creada por Mike Flanagan y producida por Amblin Television y Paramount Television, para Netflix. La primera serie, titulada La maldición de Hill House, se estrenó el 12 de octubre de 2018, y la segunda, titulada La maldición de Bly Manor, el 9 de octubre de 2020. En el elenco de ambas series están Oliver Jackson-Cohen, Henry Thomas, Carla Gugino, Kate Siegel y Victoria Pedretti, interpretando diferentes personajes a lo largo de las dos temporadas.

## Elenco
Lista de indicadores
Esta sección muestra personajes que han aparecido en ambas series.
- Una celda verde indica que el actor es un miembro del elenco principal.
- Una celda roja indica que el actor es un miembro del elenco recurrente.

| Henry Thomas         | Hugh Crain (joven)                  | Henry Wingrave                      |
| Victoria Pedretti    | Eleanor «Nell» Crain Vance (adulta) | Danielle «Dani» Clayton             |
| Oliver Jackson-Cohen | Luke Crain (adulto)                 | Peter Quint                         |
| Kate Siegel          | Theodora «Theo» Crain (adulta)      | Viola Willoughby / La Dama del Lago |
| Carla Gugino         | Olivia Crain                        | Jamie (anciana) / La narradora      |
| Catherine Parker     | Poppy Hill                          | Perdita Willoughby                  |

## Episodios
| Serie | Serie      | Episodios | Episodios | Lanzamiento original  | Lanzamiento original  |
| ----- | ---------- | --------- | --------- | --------------------- | --------------------- |
|       | Hill House | 10        | 10        | 12 de octubre de 2018 | 12 de octubre de 2018 |
|       | Bly Manor  | 9         | 9         | 9 de octubre de 2020  | 9 de octubre de 2020  |

### La maldición de Hill House(2018)
| N.º | Título                 | Dirigido por  | Escrito por                   | Fecha de emisión original |
| --- | ---------------------- | ------------- | ----------------------------- | ------------------------- |
| 1   | «Steven Sees a Ghost»  | Mike Flanagan | Guion de: Mike Flanagan       | 12 de octubre de 2018     |
| 2   | «Open Casket»          | Mike Flanagan | Mike Flanagan                 | 12 de octubre de 2018     |
| 3   | «Touch»                | Mike Flanagan | Liz Phang                     | 12 de octubre de 2018     |
| 4   | «The Twin Thing»       | Mike Flanagan | Scott Kosar                   | 12 de octubre de 2018     |
| 5   | «The Bent-Neck Lady»   | Mike Flanagan | Meredith Averill              | 12 de octubre de 2018     |
| 6   | «Two Storms»           | Mike Flanagan | Mike Flanagan & Jeff Howard   | 12 de octubre de 2018     |
| 7   | «Eulogy»               | Mike Flanagan | Charise Castro Smith          | 12 de octubre de 2018     |
| 8   | «Witness Marks»        | Mike Flanagan | Jeff Howard & Rebecca Klingel | 12 de octubre de 2018     |
| 9   | «Screaming Meemies»    | Mike Flanagan | Meredith Averill              | 12 de octubre de 2018     |
| 10  | «Silence Lay Steadily» | Mike Flanagan | Mike Flanagan                 | 12 de octubre de 2018     |

### La maldición de Bly Manor(2020)
| N.º | Título                               | Dirigido por                | Escrito por           | Fecha de emisión original |
| --- | ------------------------------------ | --------------------------- | --------------------- | ------------------------- |
| 1   | «The Great Good Place»               | Mike Flanagan               | Mike Flanagan         | 9 de octubre de 2020      |
| 2   | «The Pupil»                          | Ciarán Foy                  | James Flanagan        | 9 de octubre de 2020      |
| 3   | «The Two Faces, Part One»            | Ciarán Foy                  | Diane Ademu-John      | 9 de octubre de 2020      |
| 4   | «The Way It Came»                    | Liam Gavin                  | Laurie Penny          | 9 de octubre de 2020      |
| 5   | «The Altar of the Dead»              | Liam Gavin                  | Angela LaManna        | 9 de octubre de 2020      |
| 6   | «The Jolly Corner»                   | Yolanda Ramke & Ben Howling | Rebecca Leigh Klingel | 9 de octubre de 2020      |
| 7   | «The Two Faces, Part Two»            | Yolanda Ramke & Ben Howling | The Clarkson Twins    | 9 de octubre de 2020      |
| 8   | «The Romance of Certain Old Clothes» | Axelle Carolyn              | Leah Fong             | 9 de octubre de 2020      |
| 9   | «The Beast in the Jungle»            | E. L. Katz                  | Julia Bicknell        | 9 de octubre de 2020      |

## Producción

### Desarrollo
El 10 de abril de 2018, se anunció que Netflix desarrollaría una serie de terror aún sin título compuesta por diez episodios creada por el cineasta, Mike Flanagan, el proyecto es una recreación moderna de la clásica novela de 1959 de Shirley Jackson, The Haunting of Hill House. Darryl Frank y Justin Falvey, fanáticos del libro, rastrearon sus derechos a Paramount Television. Flanagan fue seleccionado para escribir, dirigir y desempeñarse como productor ejecutivo junto a su socio, Trevor Macy, para producir una posible adaptación televisiva. Tras presentar su idea, se vendió a Netflix para su desarrollo, lo que condujo a la decisión de su desarrollo inmediato. Frank y Falvey también son productores ejecutivos. La serie marca a Flanagan como su primera serie de televisión como director, él anteriormente dirigió la película original de Netflix, Gerald's Game, una adaptación de la novela de Stephen King de 1992 del mismo nombre.
El 27 de agosto de 2018, se anunció que Netflix programó su fecha de lanzamiento para el 12 de octubre de 2018.
En febrero de 2019, Netflix renovó la serie para una segunda temporada ahora como una serie antológica. La segunda temporada contará una nueva historia que se titulará The Haunting of Bly Manor y se basa en The Turn of the Screw de Henry James.

### Redacción
Ampliamente considerado como uno de los mejores thrillers de todos los tiempos, Flanagan declaró que la serie será considerablemente diferente a la novela original. Sin embargo, la novela no proporcionaría suficiente material para llenar una serie de televisión completa, lo que significa que el equipo que está detrás de la adaptación tuvo que ajustarla para que sea adecuada para la televisión, mientras se expande la mitología de la familia Crane. Él explicó, «No abarca una temporada televisiva de 10 horas» y que «Tuvimos que hacer algunos cambios para que encajara, pero creo que todos están en el espíritu de lo que [Shirley Jackson] estaba haciendo, y creo que los fanáticos del libro estarán muy entusiasmados». Oliver Jackson-Cohen dijo, «Vivimos en un mundo de remakes, secuelas y precuelas»,y agregó que «Mike ha tratado el texto y el libro con tanto respeto. No estaba tratando de rehacer el libro, no estaba tratando de rehacer la película de Robert Wise, estaba tratando de tomar este material original y actualizarlo para una nueva generación». Similarmente, Kate Siegel declaró que «[Flanagan] ha tomado estos temas y conceptos y muchos de los colores que ves en la novela de Shirley Jackson, y los unió. Él te da una lente nueva, una lente más moderna, de familia, dolor y trauma para experimentarlos. Los fanáticos del libro encontrarán el lenguaje de la novela que hay allí, los personajes que sabes que vas a reconocer de una manera diferente, y los fanáticos de la película Robert Wise encontrarán homenajes a ciertas tomas».

### Casting
El 13 de junio de 2017, se anunció que Michiel Huisman se unió al elenco principal como Steven Crane. Al mes siguiente, Carla Gugino se unió también al elenco principal. El 14 de agosto de 2017, se anunció que Henry Thomas, Elizabeth Reaser y Kate Siegel se habían unido a la serie. Más tarde, Timothy Hutton, Oliver Jackson-Cohen, Lulu Wilson, Victoria Pedretti, Mckenna Grace y Violet McGraw se unieron también a la serie.

### Rodaje
La fotografía principal de la serie comenzó en Atlanta, Georgia a mediados de octubre de 2017 y finalizó en mayo de 2018.

### Marketing
El 19 de septiembre de 2018, se lanzó el tráiler oficial de la serie.

## Lanzamiento
The Haunting Hill House 
está disponible en el servicio de streaming, Netflix, en todo el mundo, con los 10 episodios estrenándose simultáneamente el 12 de octubre de 2018.
The Haunting of Bly Manor
está disponible, también en Netflix, con 9 episodios estrenándose simultáneamente en todo el mundo el 9 de octubre de 2020.

## Recepción
The Haunting of Hill House recibió críticas favorables por parte de la crítica especializada. En Rotten Tomatoes, la primera temporada tiene un índice de aprobación del 94% basado en 16 reseñas. El consenso crítico del sitio expresa que: «The Haunting of Hill House es una historia de fantasmas efectiva cuya constante y creciente anticipación es tan satisfactoria como su escalofriante recompensa». En Metacritic, la serie tiene una puntuación de 86 sobre 100 basado en 6 reseñas indicando «críticas generalmente favorables».
Tom Philip de GQ, lo calificó como «la primera gran serie de televisión de terror». Merrill Barr de Forbes, dijo que la serie está «para asustar y en ese frente, tiene éxito desde el primer momento y lo convierte en la fiesta perfecta de Halloween, junto con los diversos maratones de películas slasher».
La única crítica pequeña pero común parece ser que la serie se desarrolla lentamente. Daniel D'Addario de Variety dijo que la serie «no se justifica de inmediato», sino que es «un festival de miedo efectivo que está en su mejor momento cuando el relato hace más que sorprender al espectador».